# Mice and Men (film)
Mice and Men è un film muto del 1916 diretto da J. Searle Dawley, interpretato da Marguerite Clark e da Marshall Neilan. Il soggetto è un adattamento dell'omonimo lavoro teatrale di Madeleine Lucette Ryley.

## Trama
In Virginia, prima della Guerra Civile, Mark Embury dispera di trovare la sua donna ideale. Pensa allora che la soluzione al suo problema possa essere quello di andare a prendersi una ragazza in un orfanotrofio e allevarla secondo i suoi principi. La prescelta è Peggy. Tutto sembra procedere secondo il piano di Embury fino al momento in cui Peggy incontra e si innamora di suo nipote, il capitano George Lovell, un eroe della guerra messicana. Un giorno, però, Peggy viene a conoscenza della relazione di George con Mrs. Goodlake. Disillusa e ferita, dichiara a Embury che è pronta a sposarlo anche subito. Mark è felice della decisione di Peggy. Ma poi le confida che la storia che ha sentito è falsa. George e Peggy si sposano e Mark si consola pensando che ha cresciuto la donna perfetta non per lui, ma per un altro.

## Produzione
Il film fu prodotto nel 1916 dalla Famous Players Film Company, presentato da Daniel Frohman. Secondo Motography, alcune scene del film furono girate a Savannah, in Georgia.

### La commedia
Mice and Men, da cui è tratto il soggetto del film, è una commedia scritta dalla commediografa inglese Madeleine Lucette Ryley (1859-1934). A Londra, debuttò il 27 gennaio 1902. A Broadway, fu messa in cartellone in tre date diverse, dal 1903 al 1913: andò in scena per la prima volta il 19 gennaio 1903 al Garrick Theatre.
J. Searle Dawley aveva già, nel 1914, diretto un film che era l'adattamento di un'altra commedia della Ryley, An American Citizen, interpretato da John Barrymore.

## Distribuzione
Distribuito dalla Paramount Pictures, il film uscì nelle sale il 10 gennaio 1916.